# إظمارة سفلي
إظمارة سفلي (بالفارسية: اظماره سفلی) هي مستوطنة تقع في قسم اني الريفي (مقاطعة غرمي) في إيران. يقدر عدد سكانها بـ 46 نسمة .